# Fort Oranje (Goudkust)

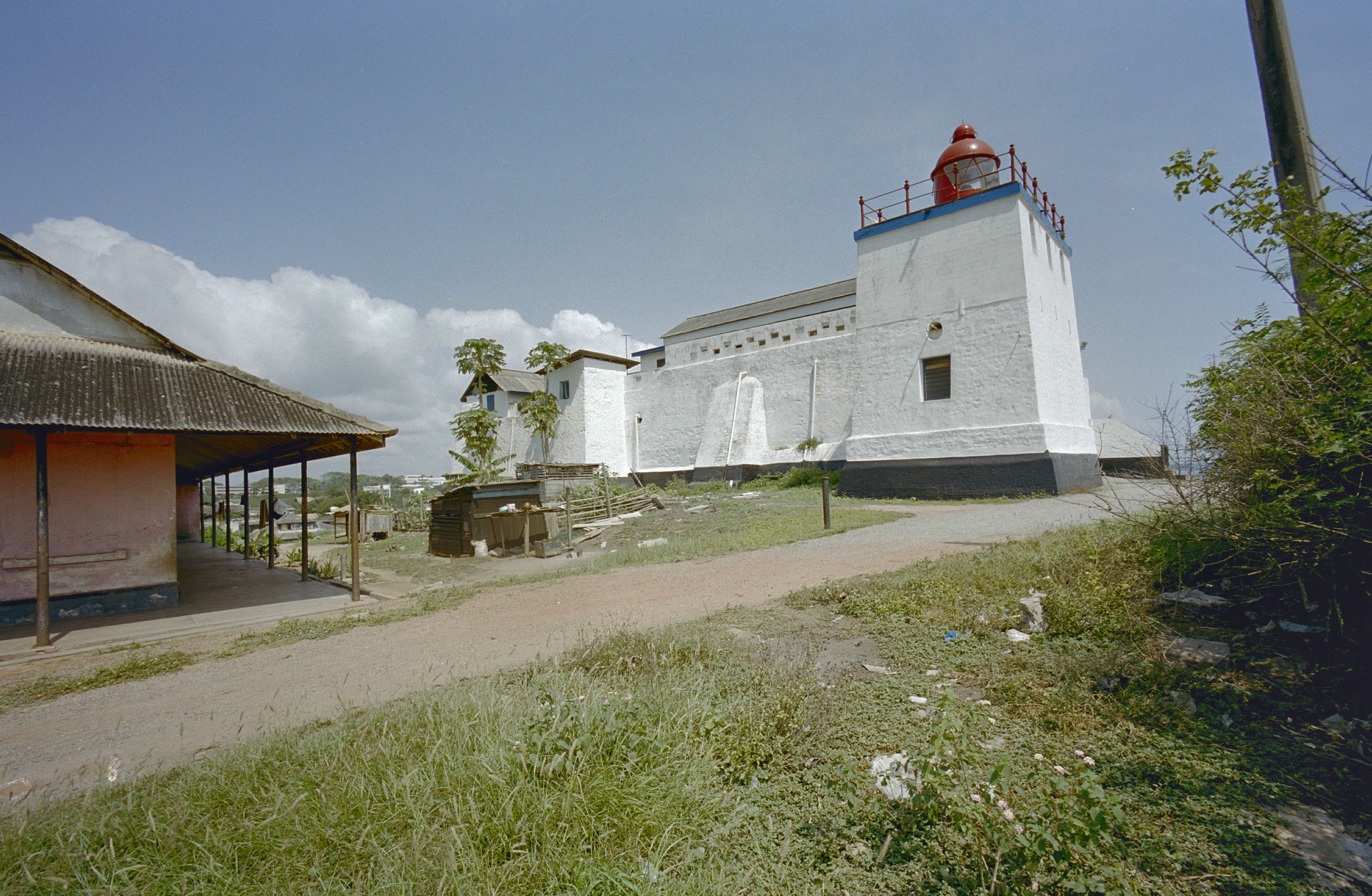
Fort Oranje in 2000

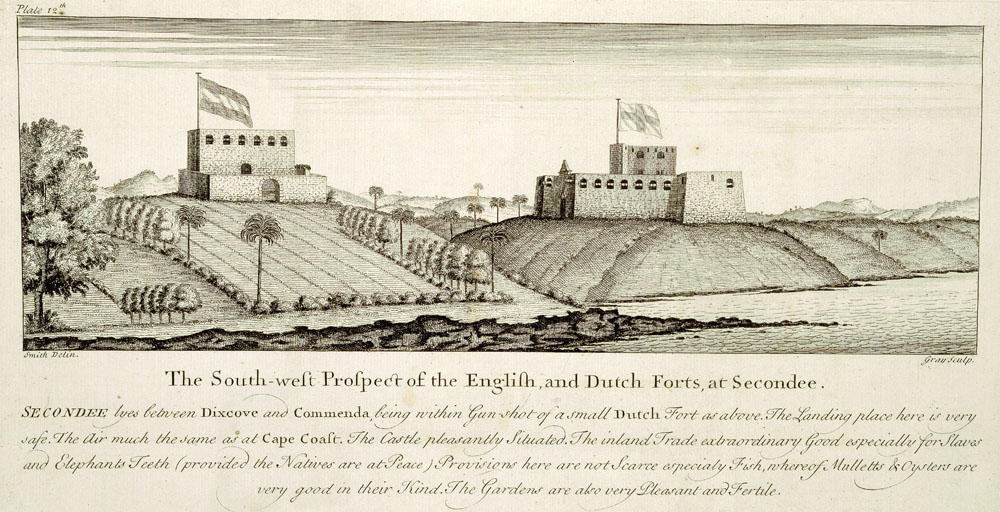
Fort Oranje (links)

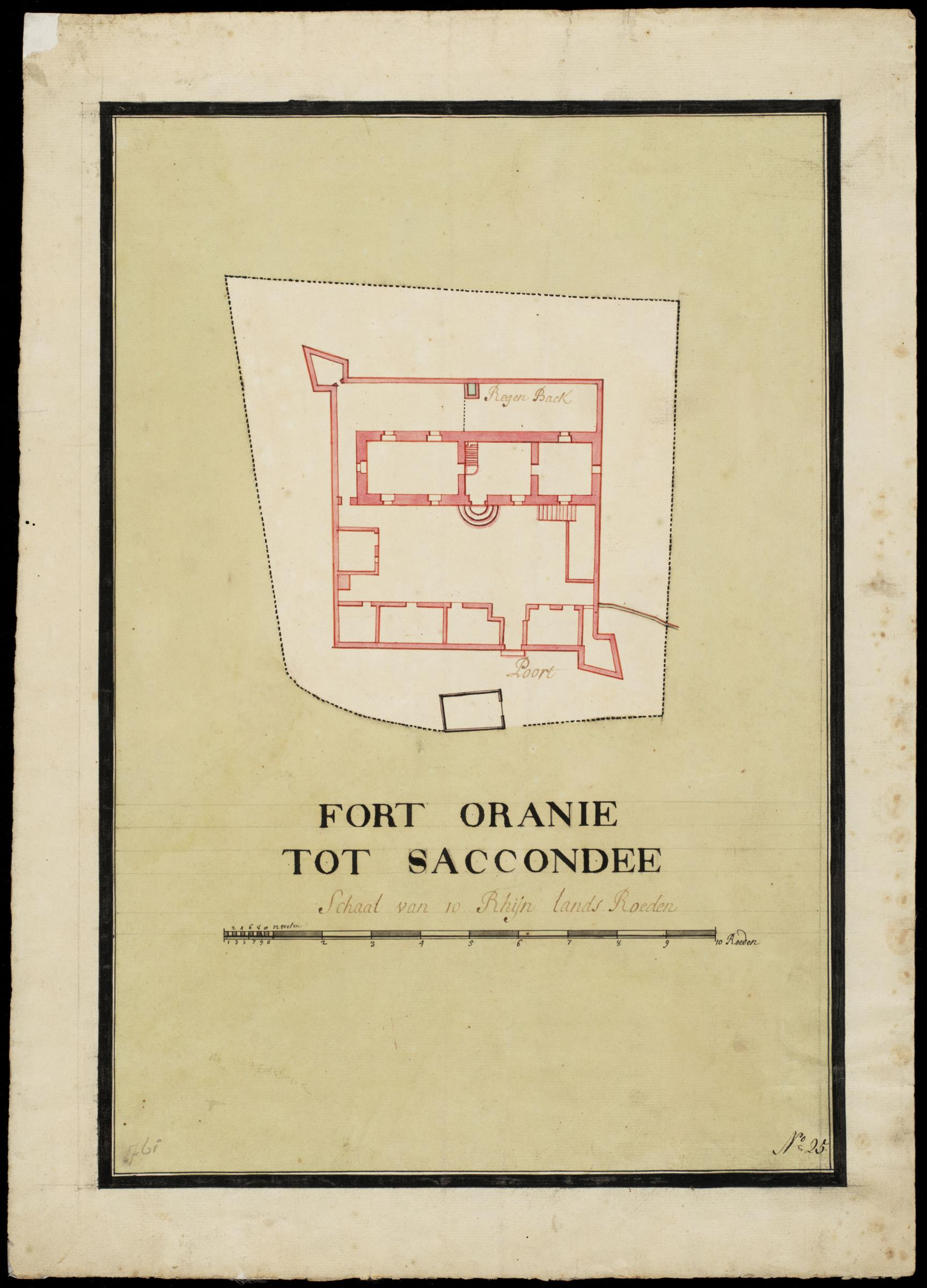
Fort Oranje te Sekondi

Fort Oranje was een Nederlands en Brits fort gelegen aan de Goudkust in Ghana. Het fort in Sekondi is in 1640 gebouwd; de West-Indische Compagnie had er al sinds 1640 een factorij om handel te drijven. In 1694 werd het door de lokale stam, de Ahantas, verwoest. Het werd herbouwd en o.a. gebruikt voor de slavenhandel. In 1872 werd het verkocht aan het Verenigd Koninkrijk. Tegenwoordig is het een vuurtoren.